# Un perdido
Un perdido es la segunda novela de Eduardo Barrios, considerada por algunos comentaristas como quizá "la más importante y profunda de sus novelas". Publicada en la Imprenta Chilena, Santiago, en 1918, está protagonizada por Luis Bernales, personaje "con un rico mundo interior pero abúlico y tímido", "hombre sin voluntad que va rodando abajo sin esperanza de redención". El argentino Manuel Gálvez, en su prólogo a la edición española de Espasa-Calpe en 1926 opinaba que la novela era "la mejor producida por un hispanoamericano".
Como el medio en que se mueve Bernales tenía muchas coincidencias con la trayectoria de Barrios, se dijo que la obra era autobiográfica, lo que motivó a Barrios a salir con un desmentido: "No soy yo, por supuesto, ese Lucho Bernales. Algunos han dado en suponer que Un perdido es una novela autobiográfica. Falso. Yo lo acepto como un elogio: tal creencia me dice que la ficción convence".
Milton Rossel, en el prólogo a las Obras completas de Barrios publicadas por Zig-Zag, escribe: "Las descripciones de ambientes sórdidos y las narraciones de hechos menudos e insignificantes son excesivamente prolijas, si bien tienden a encuadrar al personaje y a definir su personalidad. Por muy atractivas y sugerentes que sean esas pinturas, lo fundamental de la novela no reside allí ni en la parte anedóctica. Su valor trasciende y su permanencia vital estriba en la disección del espíritu abúlico, tímido e hiperestético de Lucho Bernales, manifestado a través de toda la acción novelesca".
La novela, bien estructurada, es de tendencia realista: pinta "un cuadro vigoroso de la vida nacional, de un esmerado costumbrismo psicológico". Domingo Melfi fue uno de los más entusiastas admiradores de la obra y, argumentando que no era solo costrumbrista señaló que "describe los ambientes del norte y de la capital sólo como decoraciones para animar los cuadros de la sicología de un tímido".
"A pesar del largo aliento de la novela y de su buena escritura, el personaje no logra adquirir una estatura profunda, inconfundible", defecto este sobre el que escribiría más tarde Alone refiriéndose a las novelas de Barrios en general.